# グロトンハイツの戦い

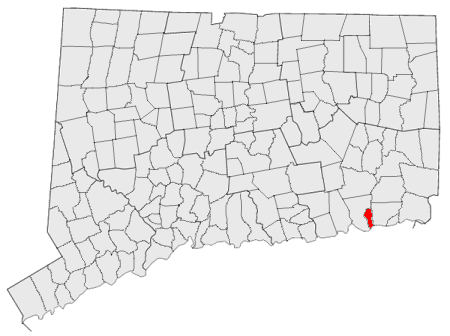
ニューロンドンの位置、グロトンはその直ぐ東

グロトンハイツの戦い（グロトンハイツのたたかい、英: Battle of Groton Heights、またはグリスウォルド砦の戦い、英: Battle of Fort Griswold、稀にグリスウォルド砦虐殺、英: Fort Griswold massacre）は、アメリカ独立戦争の終盤1781年9月6日に、ウィリアム・レッドヤード中佐が指揮するコネチカット邦民兵の小部隊と、ベネディクト・アーノルド准将とエドマンド・エア中佐が指揮するイギリス軍の大部隊との間で戦われた戦闘である。
イギリス軍の北アメリカ総司令官ヘンリー・クリントン将軍は、アメリカ軍ジョージ・ワシントン将軍の軍がバージニア邦にいるイギリス軍チャールズ・コーンウォリス将軍の部隊に向って行軍するのを牽制するために、ベネディクト・アーノルドに命じてコネチカットの港町ニューロンドンを襲撃させた。この襲撃そのものは成功したが、イギリス軍がニューロンドンとはテムズ川向かいのグロトンにあるグリスウォルド砦占領に向ったのに対し、コネチカットの民兵隊は頑強に抵抗した。攻撃側イギリス軍の指揮官数人が戦死し、守備側も砦が陥ちたときに戦死、負傷あるいは捕虜になった。イギリス軍の被害が大きかったので、そのことでアーノルドは上官から批判された。
この戦闘はアメリカ合衆国北部では最後の主要な戦闘となり、南部のヨークタウンでイギリス軍が降伏しアメリカ側の大勝利になったのはこの6週間後だった。

## 背景

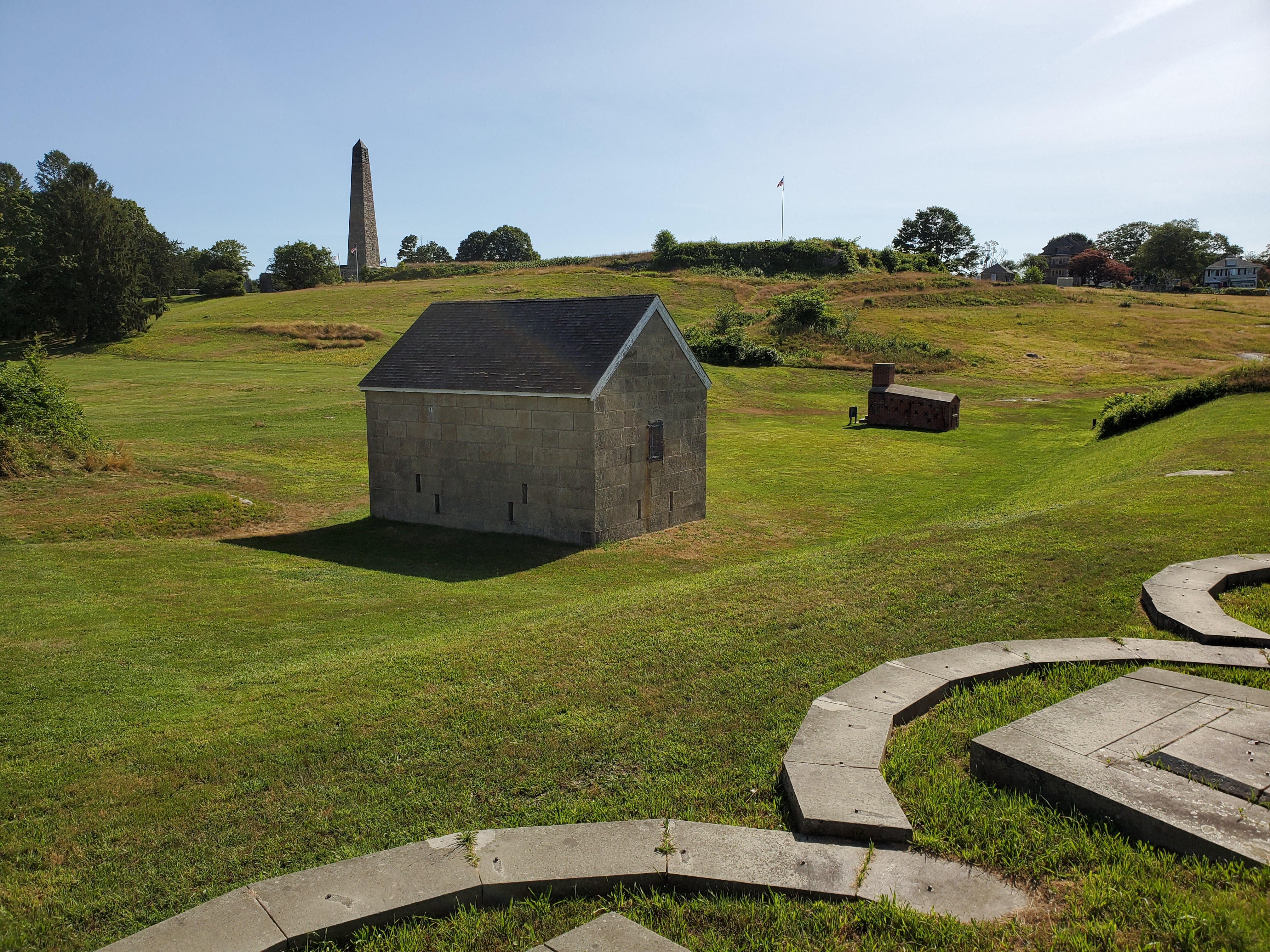

コネチカット邦グロトンの町は1655年以来元々ニューロンドンの一部だった。ニューロンドンとはテムズ川を挟んで対岸、ロングアイランド湾の北岸にある。グロトンは重要な軍港であり、ニューイングランドの海岸線では最大級のものになった。1705年に公式にニューロンドンと分かれて別の町として自治体化された。アメリカ独立戦争の間、この港はアメリカ側の海軍作戦の主要中心であり、イギリスの船舶に対して私掠船の活動で大きな成果を挙げていた。しかし、比較的守りはお粗末であり、ニューロンドン側にあるトランブル砦は内陸側は解放された堡塁以上のものではなかったのに対し、グロトン側にあるグリスウォルド砦はより堅固で、ほぼ正方形、周りに溝を掘り外に幾つか土盛りの防御施設を置いた稜堡型石造りの砦だった。どちらの砦も通常は幾らかの砲兵を含む民兵の小部隊で守られており、地域全体の守備をウィリアム・レッドヤード中佐が指揮していた。これらの砦は常に物資や装備が不足がちだった。トランブル砦の場合は、砦そのものが完工していなかった。グリスウォルド砦の構造は完成していたが、イギリス軍の攻撃に耐えるためには火薬、砲弾、食糧および人員が十分ではなかった。
1781年8月、アメリカ大陸軍のジョージ・ワシントン将軍はバージニアでチャールズ・コーンウォリス将軍の指揮するイギリス軍を撃破する機会が訪れたと認識した。ニューヨーク市にいるイギリス軍の総司令官ヘンリー・クリントン中将を欺くために様々な策略を使いながら、その軍隊をニューヨーク地域から南に動かし始めた。クリントン将軍は9月2日に騙されていたことを認識した。コーンウォリス軍を援助するために急な動員ができず、ワシントンがニューヨーク周辺に残した大陸軍に対応するために自軍の多くを割いて派遣する気持ちもなく、ワシントンの注意を引くためにコネチカットに襲撃部隊を派遣することに決めた。クリントンはこれを襲撃として計画しただけだったが、ニューロンドンを恒久的に占領できればニューイングランド内陸部へ侵攻するための基地としても使えると考えた。クリントンはその襲撃部隊の指揮官にコネチカットのノーウィッチ生まれのベネディクト・アーノルドを当てた。

## 前哨戦

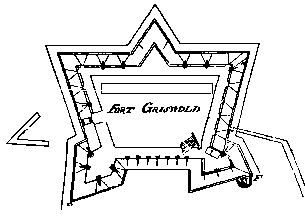
グリスウォルド砦の平面図、ベネディクト・アーノルドのスケッチ

イギリス軍が集めた部隊は2個大隊に分けられた、第一の大隊はエドマンド・エア中佐が指揮し、第40および第54歩兵連隊と植民地のロイヤリスト連隊であるコートラント・スキナーのニュージャージー志願兵連隊で構成された。第二の大隊はアーノルドが指揮し、第38歩兵連隊と、ロイヤル・アメリカン連隊やアメリカン・リージョンと呼ばれるアーノルドの出身地の連隊を含め様々なロイヤリストの部隊で構成された。この遠征部隊には100名のヘシアン（ドイツ人傭兵）猟兵、少数の砲兵、6ポンド砲3門、榴弾砲1門も含まれ、その全てが2つの大隊で分けられた。これらの部隊は輸送船に乗り、9月4日に5等艦HMSアンフィオン乗艦のジョン・ベイズリー代将が指揮する小さな武装戦隊に護衛されて出港した。
この戦隊はニューロンドンの西約30マイル (48 km) に停泊して最後の準備を行い、9月5日遅くにニューロンドンに向けて航行し、アーノルドの作戦に拠れば夜間の上陸を目指していた。しかし、逆風のために9月6日の日が射してからやっと港に到着することになった。その早朝にグリスウォルド砦駐屯の士官ルーファス・アベリーが戦隊の到着を視認した。
レッドヤードはこの警告を受け取った時に、ジョナサン・トランブル知事と地元の民兵隊指揮官にイギリス軍の到着を報せる伝令を送り、グリスウォルド砦の防御を手配するために砦に行った。グリスウォルド砦の大砲が2度発砲されたがこれは敵の接近を報せる信号だった。しかしイギリス軍の艦船のうちの1隻から3発目の砲弾が発せられ、この信号の意味を戦勝した友軍の到着を意味するものに変えてしまった。この信号の混乱で民兵隊を集めるのが遅れることになった。

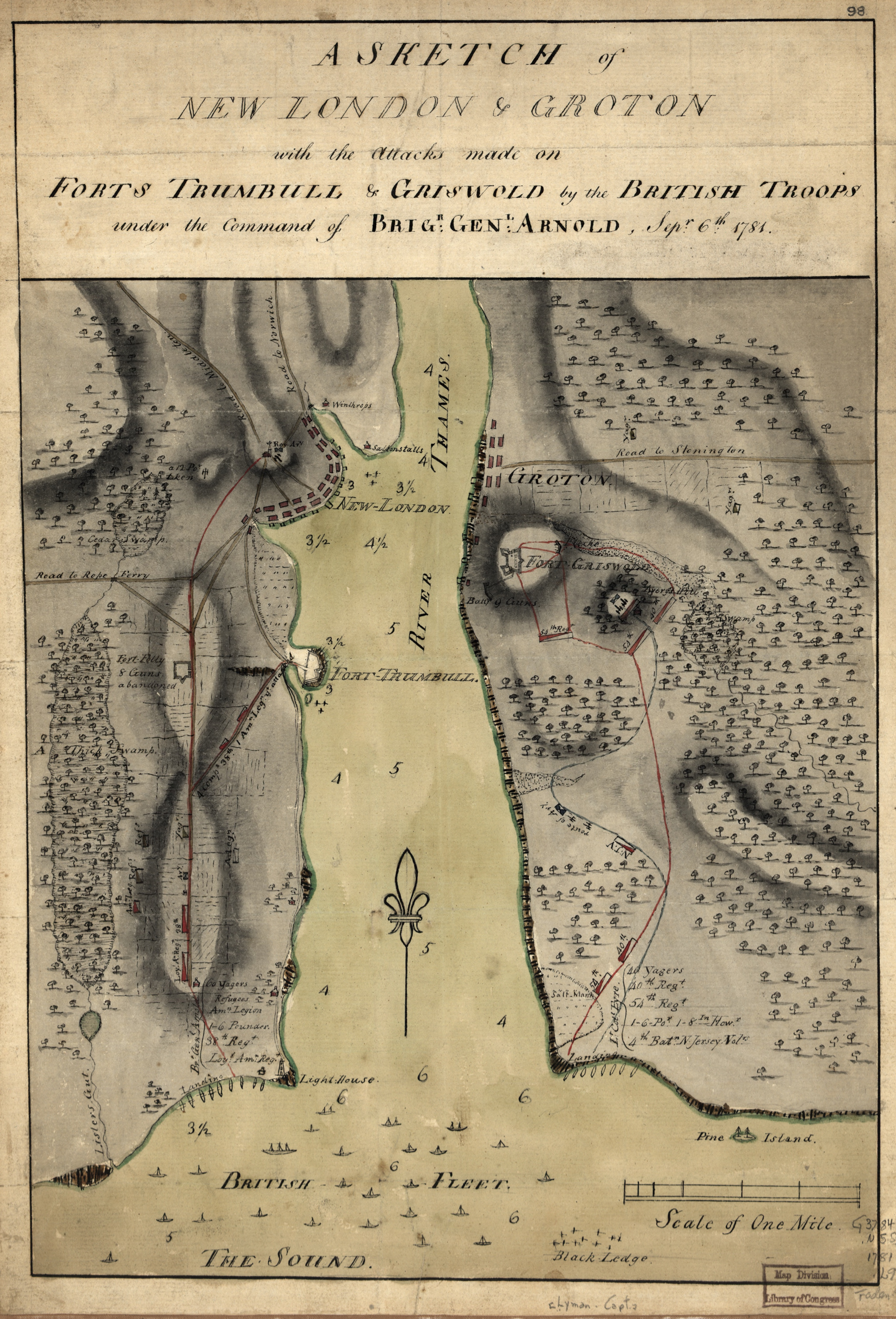
1781年のイギリス軍の動きを示す地図

9月6日の日の出、1,700名のイギリス軍正規兵が河口の両岸に上陸した。町の住人は町を明け渡す以外になす術も無く、港の船舶数隻も上流に脱出した。アーノルドが指揮する800名の部隊はニューロンドンで何の抵抗にも会わなかった。シャプレー大尉の指揮するトランブル砦の守備隊23名はレッドヤード中佐の残した命令に従い、一斉射撃を行った後に、大砲を使えなくし、ボートに乗って対岸のグリスウォルド砦に渡った。シャプレー隊の7名が負傷し、ボートの1隻は捕獲された。トランブル砦の占領にアーノルドが送った分遣隊は、アーノルドの証言に拠れば4名ないし5名が戦死または負傷した。アーノルドの部隊は続いて町に入り、商品や海軍軍需品の備蓄物の破壊に取り掛かった。アーノルドの出した命令により町の大半は無傷でおかれるはずだったが、アーノルドの知らない所で大量の火薬を備蓄していた倉庫が少なくとも1戸燃やされた。そこが発火すると続いて起こった爆発のために周辺の建物に燃え移った。この火事はまもなく抑えきれなくなり、143棟の建物が灰燼に帰した。風向きが変わって港にいた数隻の船舶も上流に逃げられなかった。
一方、テムズ川の東岸に上陸したエア中佐の部隊800名は深い森林や沼沢地のために遅れていた。最初に上陸した正規兵に続いて上陸したニュージャージーのロイヤリスト部隊は、でこぼこの土地を通って大砲を運ぶ困難さのためにさらに遅れ、襲撃に参加できなかった. 。
12歳の少年ジョージ・ミドルトン（幾つかの史料ではバックス・オブ・アメリカと呼ばれるアフリカ系アメリカ人民兵隊の指揮官、ジョージ・ミドルトンと誤って混同されている）はロッドヤードの民兵が迅速に集結する様子と、また午前10時半から11時の間に行われたと記録されるイギリス連隊の上陸を目撃した。
アーノルドはエアに砦占領を命じたときに容易にそれが達成されるものと考えていたが、砦の備えを見ることの出来る突端に来て見ると、砦の奪取が容易ではないことが分かった。砦を占領する理由の1つが上流に逃亡するボートを阻止することであり、逃亡したボートは既に砦の下を過ぎてしまっていたので、アーノルドはエアを呼び戻そうとしたが、伝令が到着する数分前に戦いの火蓋は切られていた。エアは民兵隊が降伏しなければ如何なる慈悲も見せないと脅す2番目の旗を送っていた。レッドヤードの反応は前と同じだった。ただし部下のうちの何人かは砦を出て外で戦うべきだと主張してもいた。

## 戦闘
エアは2回目の旗の使者が戻ったときに砦に対する全面攻撃を開始した。レッドヤードの民兵隊にいたスティーブン・ヘンプステッド軍曹は、「彼らの要求に対する返事が返されたとき、...敵は直ぐに行動に移り、急速に塊となって前進してきた...彼らは狂ったように突進し、南西の稜堡とその反対側に同時に攻撃を仕掛けた。」と回想した。イギリス軍が溝に近付くとぶどう弾の砲撃に遭い多くが死傷した。これで短時間イギリス兵を蹴散らしたので、イギリス軍は2つの部隊に編成しなおされた。エアが1つの部隊を南西の稜堡に導いたが、アメリカ兵の砲撃でその攻撃が撥ね返され、エアとその他数人の士官が重傷を負った （ニューロンドンの歴史家フランシス・コーキンスはエアが致命傷を負ったと主張しているが、アーノルドはエアが生き残ったと報告した）。ウィリアム・モンゴメリー少佐がもう一つの部隊を率いて砦の直ぐ東にある放棄された堡塁に向った。そこからは溝を横切って塁壁に取り付いた。この部隊は激しい抵抗にあっても稜堡を奪取したが、モンゴメリーは銃剣の一突きで即死した。モンゴメリーの部下が遂に中から門を開けることができ、イギリス兵は砦の内に雪崩れ込んだ。レッドヤード中佐は砦が破られたことが分かると砲撃を止めさせ、その場での降伏に備えさせた。
次に起こったことがその後の議論の対象になった。現在残っているこの事件に関する最も詳細な証言はアメリカ側のものであるが、その語るところはかなり首尾一貫している.。その証言に拠れば、イギリス軍はレッドヤードが降伏のしるしを見せたにも拘らず銃撃を続け、守備隊の多くが虐殺された。グリスウォルド砦のルーファス・アベリーはその証言で「私は砦の通りには敵兵が少なくとも500ないし600名がいたと思う。彼らは出来る限り速くほとんど全ての者を殺し傷つけた。」と書いていた。ジョナサン・ラスバンは、レッドヤード中佐がイギリス軍のある士官によって自身の刀で冷血に殺された様子を下記のように叙述した。
ある証言ではイギリス軍のジョージ・ベックウィズがレッドヤード中佐を殺したとしているが、別の証言ではモンゴメリー少佐が戦死した後で指揮を引き継いでいたスティーブン・ブロムフィールド大尉が殺したとしている。スティーブン・ヘンプステッドは後にこの流血シーンを「今目の前で起こったことほど残忍で不埒な虐殺シーンは無かった。敵はなお我々に発砲を続けており...自分達が吹き飛ばされる危険性にあるとわかる（まで続いた）...」と回想した。ルーファス・アベリーはそれ以上マスケット銃の発砲が続くと砦の中の火薬庫が発火するかもしれないと考えられた時に攻撃が中止されたと考えていた。
アメリカ側の証言と歴史的説明によりイギリス軍の挙動を説明する幾つかの可能性が挙げられている。戦闘中砦の旗はある時点で打ち落とされたと考えられている。旗は直ぐに再掲揚されたが、攻撃側の何人かはそれを降伏の印と解釈した。このときに砦に接近したイギリス兵は少なからぬ損失を受けた。イギリス軍の指揮官が戦死しあるいは負傷したことに対する怒りとこれが結びつき、レッドヤードの正式の降伏を無視することになった。幾つかの証言では砦の一部にいたアメリカ兵がレッドヤードの降伏に気付かず、戦いを続けたので、イギリス兵も戦い続けたというものだった 。
当時のイギリス側歴史家は、降伏の後に起こった殺戮について言及していなかったアーノルドの遠征報告書以上のものを報告しなかった。しかし、歴史家のウィリアム・ゴードンはその1788年に表した独立戦争の歴史で砦が襲撃される前に「アメリカ側の戦死は反ダース以下であり」、「抵抗が止んだあとに厳しい処刑が起こった」と報告した。イタリア人の歴史家は1809年に「攻撃者は抵抗した者と同じくらい降伏した者も虐殺した」と記した。

## 戦いの後
グリスウォルド砦の虐殺はグロトンとコネチカットの歴史で最大級の悲劇になった。独立戦争の終戦前に北アメリカにおける最後期の勝利にもなった。ニューロンドンが受けた被害は大きなものであり、その損害額は50万ドル近いと推計され、100近い家族が家を失い、公共建築物9棟とウォーターフロント大半が破壊された。イギリス軍はグリスウォルド砦を破壊するために火薬の道をつけて火を点けたが、勇敢な民兵が砦に入ってその火を消した。
グリスウォルド砦の殺戮で数多いアメリカ兵が死んだ。「グロトン・ガゼット」紙は損失が約150名と報じた。ジョージ・ミドルトンのような生存者の何人かは脱出したが、スティーブン・ヘンプステッドなど他の者は捕虜になった。ヘンプステッドは「虐殺後、彼らは我々から全てのものを取り上げ、文字通り裸にした。」と語った。負傷者の中にいたヘンプステッドは他の多くの捕虜と共に馬車に乗せられ、イギリス戦隊の所まで連れて行かれた様子を記した。その馬車は丘を駆け下るままにされ、木に当たって止まったときに何人かが投げ出され、その傷を悪化させた。
後にベネディクト・アーノルドはイギリス兵48名が戦死し、145名が負傷したという報告書を提出した。クリントン将軍はアーノルドの「勇気ある行動」を称賛したが、高い損失率については不平を言った。グリスウォルド砦に派遣された部隊の約25％が戦死または負傷していた。あるイギリスの批評家はこの戦いが「バンカーヒルの遠征」のようだったと記し、また多くのイギリス軍人はアーノルドが報告された殺戮を防げる場所にいなかったとしても、グリスウォルド砦で起こったことについてアーノルドを非難した。アーノルドは続いてフィラデルフィア襲撃のための遠征を提案したが、10月下旬にチャールズ・コーンウォリス操軍がヨークタウンで降伏したために、そのアイディアは潰えた。

## 遺産
トランブル砦とグリスウォルド砦の場所は現在州立公園になっている。ただし両砦ともに19世紀に本質的な変更が行われた。グリスウォルド砦にはこの戦闘を記念するために1820年代の建てられたグロトン記念碑がある。どちらの砦もアメリカ合衆国国家歴史登録財に指定されている。